# ジャガー/リチャーズ

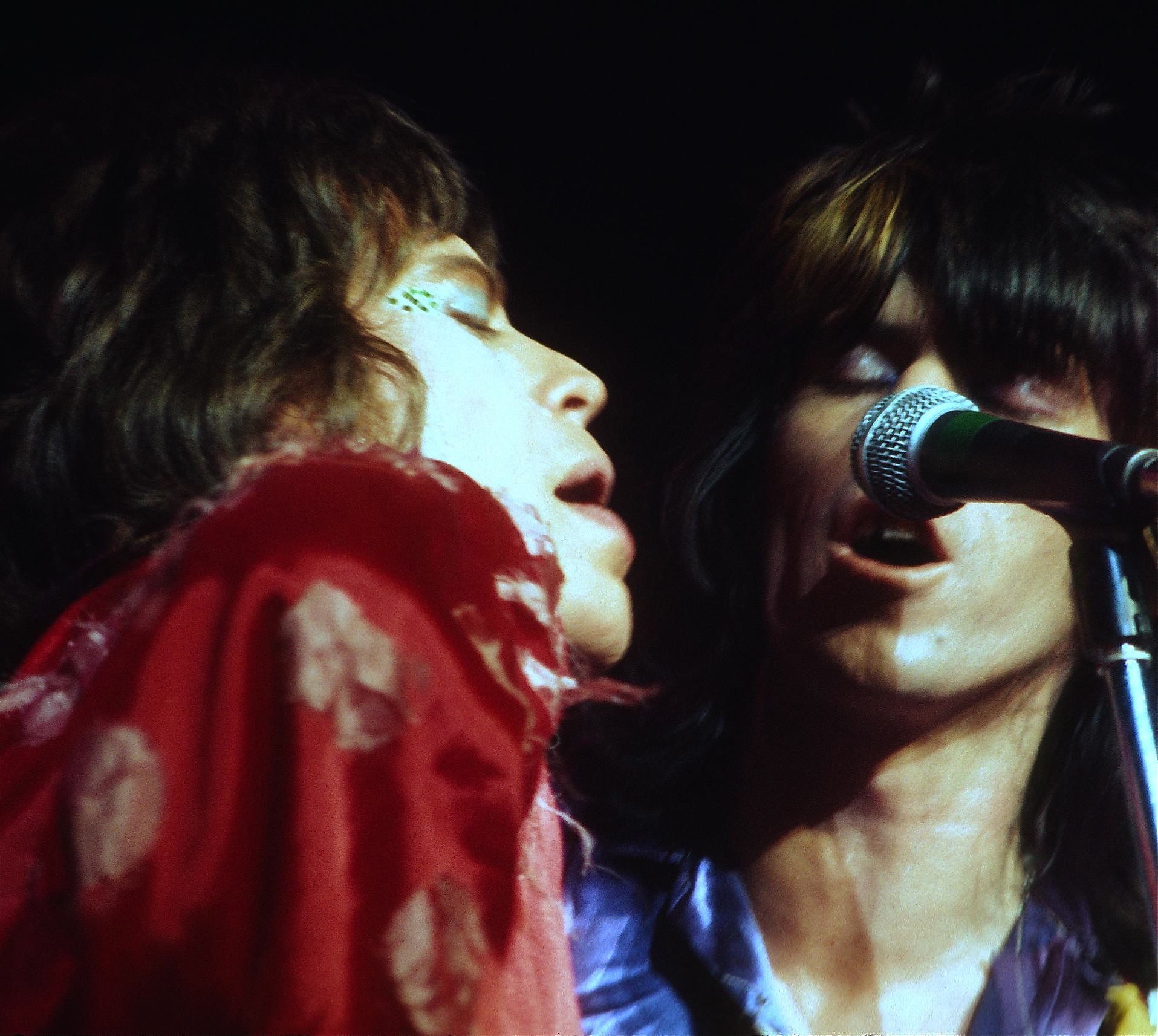
ジャガー（左）/リチャーズ（右）

ジャガー/リチャーズ (Jaggar-Richards) とは、ローリング・ストーンズの作品群に於いて、ミック・ジャガー及びキース・リチャーズが作詞・作曲に関与した作品に付与される共同クレジット。プロデューサー・ユニットとしてはグリマー・ツインズの名称を用いる。

## 解説
ローリング・ストーンズの自作曲の大半がこのクレジットによる。実際にジャガーとリチャーズの2人で書いたものでも、どちらかが単独で書いたものでもこのクレジットが適用される。この共同名義をとる理由について、ジャガーは1995年の取材で「何となくそれで合意した」と答えている。中には、他のメンバー（特に後述のミック・テイラーら）が作詞作曲に深く関与するような場合でも、概ねこのクレジットが用いられる。形態としては、ビートルズの作品群に於ける「レノン＝マッカートニー」とほぼ同様のものと言える。ストーンズとしてデビューしてから1978年頃までは、リチャーズが「キース・リチャード」を名乗っていたため、表記は「Jaggar-Richard」だったが、それ以降は「Jaggar-Richards」となっている。
ストーンズにおいては、基本的にボーカリストであるジャガーが作詞、ギタリストであるリチャーズが作曲をそれぞれ担当しているといわれているが、これについてジャガーは1995年に「昔だったらそうだったかもしれないが、今は全然違う」と否定している。リチャーズは「俺達の典型的な作曲方法」の例として、「ワイルド・ホース」（1971年のアルバム『スティッキー・フィンガーズ』収録）を挙げている。この曲ではリチャーズが曲全体のコード進行とコーラス部の歌詞とメロディを書き、ジャガーがヴァース部の歌詞とメロディを作ったという。彼らの代表曲となった「サティスファクション」も、同じような方法で書かれたものである。またリチャーズは、2002年のインタビューで「『メイン・ストリートのならず者』（1972年発表）の頃までは、俺とミックがテープレコーダーを抱えて向き合って作ってたけど、それ以降はお互い別々の所に住むようになったから、顔を合わせた時に互いに持ってるアイデアをつき合わせるようにしてる」と語っている。
このコンビの後に別の人物がクレジットされる事例がいくつかあり、その事例として「アズ・ティアーズ・ゴー・バイ (涙あふれて)」に於けるアンドリュー・ルーグ・オールダムや、「シスター・モーフィン」（アルバム『スティッキー・フィンガーズ』収録）におけるマリアンヌ・フェイスフルがある他、アルバム『アンダーカヴァー』、『ダーティ・ワーク』などに収録された一部楽曲にロン・ウッドや、サポートメンバーのチャック・リーヴェルの名前が併せて付与されるケースも見られる。また、大変珍しいケースだが「エニバディ・シーン・マイ・ベイビー？」（1997年のアルバム『ブリッジズ・トゥ・バビロン』収録）に、カナダの歌手k.d.ラングとベン・ミンクの名が追記されている。これは「エニバディ・・・」のメロディーがラングの曲「コンスタント・クレヴィング」に似ていることに気付いたジャガーが、訴訟を恐れて本人の許可を得た上で作者クレジットに加えたものである。
ストーンズにおいては、クレジットにある作者が実際とは必ずしも一致しない事がある。ビル・ワイマンは自著「ストーン・アローン」で、「いくつかの曲は、その成り立ちからしてミックとキースの名だけがクレジットされるのは不公平だと思うものがある。ブライアンや俺が考えたリフや提案がそのまま採用され、曲の重要な部分になることもあった」と主張しており、さらに同書で、バンドの代表曲である「ジャンピン・ジャック・フラッシュ」の元となったリフは自分が考えたと暴露している。なお、ワイマンは「イン・アナザー・ランド」（1967年のアルバム『サタニック・マジェスティーズ』収録。リードボーカルも担当）と「ダウンタウン・スージー」（1975年の編集アルバム『メタモーフォシス』収録）の2曲で、単独に作者としてクレジットされている。また、1969年から1974年までバンドに所属していたミック・テイラーは、「ムーンライト・マイル」（『スティッキー・フィンガーズ』収録）や「タイム・ウェイツ・フォー・ノー・ワン」（1974年のアルバム『イッツ・オンリー・ロックン・ロール』収録）など、他にも作曲に関与した作品があるにもかかわらず、「ヴェンチレイター・ブルース」（『メイン・ストリートのならず者』収録）の1曲のみクレジットを付与されるに留まり、このことが彼のストーンズ脱退の遠因の一つとされる。
ジャガーとリチャーズ双方のソロ活動に於いてリリースされた楽曲については、ストーンズで発表された曲をソロで演奏している事例以外は、原則それぞれ単独名義でのクレジットがほとんどだが、ジャガーの1stソロ・アルバム『シーズ・ザ・ボス』の1曲目に収録された「ロンリー・アット・ザ・トップ」については、1979年にストーンズで録音した楽曲を利用していることから、本項目のクレジットがついている。

## その他
バンドがレコード・デビューした1963年から1965年の間に作られたオリジナル曲の中の一部で、「ナンカー・フェルジ」というクレジットが使われることがあった。これはストーンズのメンバー全員や、レコードデビュー時に正規メンバーから外されたイアン・スチュワート、マネージャー兼プロデューサーであったアンドリュー・オールダムも含めた全員で著作権をシェアする目的で付けられたクレジットで、「ストーンド」（バンド2枚目のシングル「彼氏になりたい」のB面曲）録音時、ブライアン・ジョーンズの提案により始められたものだった。「ナンカー」はジョーンズがよく行っていた変顔のことを指し、「フェルジ」とはジャガー、リチャーズ、ジョーンズがレコードデビュー前に共同生活をしていた時期に、同じアパートに住んでいた共通の知人・ジミー・フェルジという人物に由来している。